# Bodor György
Bodor György (Kézdivásárhely, 1904. április 24. – Budapest, 1976. szeptember 8.) ügyvéd, a Magyar Radikális Párt főtitkára.

## Élete
A Bodor család az Agház vagy Ákos törzsből való, mely egyike a legrégibb székely törzseknek. Nagyapja Lécfalváról Gelencére költözött feleségével. Bodor György már itt született, ahol gyermekkora nyarait töltötte. Szüleivel Kézdivásárhelyen laktak, ahol édesapja, Bodor Ferenc (sz. 1869) királyi közjegyző volt.
Jogot végzett a Budapesti Tudományegyetemen. 1932-ben, bírói és ügyvédi vizsga letétele után Budapesten ügyvédi irodát nyitott. Tagja, majd rövid ideig főtitkára volt a Bartha Miklós Társaságnak, tagja és időszakosan főtitkára a Bajcsy-Zsilinszky Endre vezette Magyar Radikális Pártnak. 1939-ben a Belvárosi Színház gazdasági igazgatója. 1940-től vállalati jogász.
1945-ben a Nemzeti Parasztpárt egyik szervezője és részt vett az 1941-ben Bácskába telepített bukovinai székelyek Baranya és Tolna vármegyében való letelepítésében és a német nemzetiségű lakók internálásában és vagyonuk elkobzásában. Bodor 1945 április 25-én Bonyhádon kinevezte önmagát kormánybiztosnak, és április 29-éig, azaz mindössze négy nap alatt 10 német nemzetiségű állampolgárok által lakott községet ürített ki. A Lengyel községben található Apponyi-kastélyt koncentrációs tábornak nevezte ki, ahol embertelen körülmények között tartották fogva a házaiktól és minden vagyontárgyuktól megfosztott embereket, a csecsemőket és a 90 éves aggokat is.
1962-ben „külpolitikai érdekek veszélyeztetése miatt” letartóztatták és három és fél évi börtönre ítélték. 1963-ban közkegyelemmel szabadult.
Főként történelmi, kisebbség-politikai, néprajzi tanulmányait, cikkeit 1945-től 1948-ig az Ethnographia, a Szabad Szó, majd később a Honismeret, a Művészet és a kecskeméti Forrás közölte.

## Munkái
- Kossuth a magyar igazságért. Válogatta és magyarázattal ellátta Bodor György. Nemzeti Könyvtár. VI: év, Budapest, 1944.
- Az önálló Erdély, 1945. aug. 25. Hadtörténeti Intézet Levéltára, a Hadügyminisztérium Béke-előkészítő Bizottsága iratai (HIL Hm BéB) A/XIV/14., 7. doboz, 362-366. 1945
- Egy falutörvény a 19. század elejéről. Etnográfia, 1968
- A rendtartó székely falu (Dr Imreh István tanulmányáról). Honismereti Híradó, Budapest, 1974.
- Székely honfoglalás 1945-ben. I.-II. rész. Forrás, 1975/3. 4.
- A honismereti munka kezdete a dunántúli székelyek körében. Honismeret, 1975/5–6. sz.
- Egy krónikás adat helyesbítése. Magyar Nyelv, 1976. szeptember.
- Heraldikai képletek- a társadalomszervezés folyamatábrái? Művészet, 1978/6.
- Emlékezések a jobbágyéletre. Forrás, 1979/1.
- Az 1562 előtti székely nemzetségi szervezetről. Történelmi szemle, 1983/2
- A székely nemzetségi szervezet. Pallas-Akadémia Kiadó, Csíkszereda, 2002